# Misión de San Ignacio de Cabórica

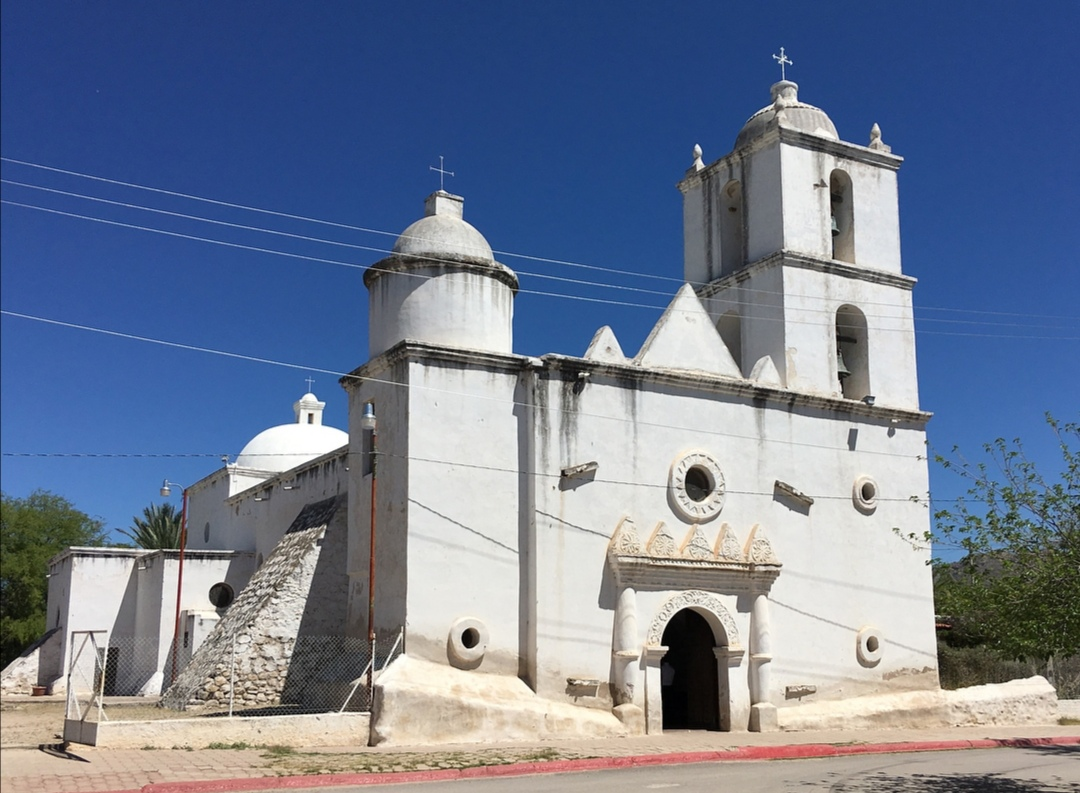
Templo de San Ignacio de Cabórica

La Misión de San Ignacio de Cabórica es una de las misiones jesuíticas en el Estado de Sonora. Es una de las misiones fundadas por el misionero Eusebio Francisco Kino. Está ubicada en la localidad de San Ignacio, a 8.7 kilómetros al norte de la ciudad de Magdalena de Kino, justo frente al kiosco y plaza de la localidad. 

## Historia
Kino visitó por primera vez la aldea de Cabórica el 14 de marzo de 1687 y le puso por nombre San Ignacio. El padre Pinelli se estableció en San Ignacio pero poco después sería sustituido por Hostinsky, procedente de la Tarahumara, quien a su vez sería reemplazado por el padre Campos. El padre Agustín de Campos llegó a la Pimería Alta en 1693. Luego tuvo su residencia desde febrero de 1696 en la misión de San Ignacio.  El padre Campos. hizo de San Ignacio su residencia; desde ahí hizo sus viajes hacia las otras misiones tanto de Guevavi, como San Xavier del Bac, Dolores, Remedios, Cocóspera, Magdalena de Buquivaba y San José de Himeris (Imuris), para continuar y consolidar lo que Eusebio Kino su antecesor, había iniciado.
La misión no era más que una choza en 1695. En 1702, ya enterró el padre Campos a Francisco Montalvo frente al altar de la Misión de San Ignacio. Después de la muerte de Kino en 1711, fue la única iglesia de misión activa durante 20 años.
En 1730, el edificio fue descrito como “deteriorado”. Convirtió a San Ignacio en una escuela de lenguas y la Misión más importante de la Pimería en aquellos entonces. 
El reemplazo del padre Campos en San Ignacio fue el padre Gaspar Stiger. Permaneció allí hasta su muerte en 1762 y fue sucedido por Francisco Pauer, quien estuvo a cargo de San Ignacio hasta la expulsión de los jesuitas en 1767.  
A la llegada de los franciscanos a fray Diego Martín de García, quien fue asignado a San Ignacio, recibió el templo en Magdalena, de parte de don Antonio de Velasco, el 10 de julio de 1768, cuando la población era de 288 personas. La construcción era antigua y contaba con tres altares, y entre ellos había una pintura de san Ignacio, una imagen de la Purísima Concepción, una imagen de nuestra señor y de san Antonio de Padua, una escultura de nuestra señora con el niño en brazos montada en un burrito, una escultura de san José, otra de San Juan Bautista, además del sagrario y ornamentos diversos. En la sacristía también había otros cuadros, y oros artículos utilizados en la liturgia.  

## Arte y arquitectura
El templo tiene forma de cruz de proporción de 1 a 5.5. El portal es simple pero decorado orientado al sur, el cual tiene dos columnas que soportan un dintel coronado por cinco estrellas, los arcos tienen motivos florales que se repiten; la puerta de la entrada principales labrada, el altar principal de estilo neoclásico con capiteles estilo jónico, la sacristía al noreste, el baptisterio al sureste en forma de concha de ostra, escalera circular tallada de madera que sube al coro y al techo, un domo sobre el presbiterio. En el exterior hay dos contrafuertes de piedra en la nave principal, uno a cada lado previniendo desplomes.    
En 1772, llegó el padre Francisco Sánchez Zúñiga e hizo modificaciones importantes, o construyó una totalmente nueva. Estuvo ahí hasta 1780. Se han buscado datos pero no se han encontrado suficientes para saber si es la original del Padre Campos o es una remodelada por el padre Zúñiga.  

El obispo Antonio de los Reyes (1729-1789) primer obispo de Sonora, Sinaloa y las Californias, el 6 de julio de 1772 redactó un informe sobre el estado de las misiones en la Alta y Baja Pimería. A continuación, se encuentra su informe sobre San Ignacio de Cabórica que fue traducido por el Padre Kieran McCarty quee a la letra dice:  
La Misión de San Ignacio, con dos estaciones misionales periféricas, está ubicada en una extensa tierra baja rodeada de altas montañas. Un arroyo discurre por estos pueblos y ofrece fácil riego para las fértiles y fértiles tierras de los mismos. Al oriente de esta Misión, a distancia de doce leguas, está el pueblo de Cocóspera de la destruida Misión Santa María de Suamca. Al Oeste, y un poco al Sur, distancia de cinco leguas, unos pocos españoles y otros blancos se han asentado en un rancho o criadero de ganado y caballos. A este lugar se le llama popularmente el pueblo de Santa Ana. No hay iglesia ni ministro de la Doctrina. Al sur, y un poco al este, está la misión de Cucurpe quince leguas, y al norte las naciones paganas y todo el territorio explorado hasta el río Gila. El pueblo de San Ignacio está situado en un terreno alto bordeado al norte por altas montañas. Los indios cultivan sus campos individuales y comunalmente siembran maíz, trigo, frijol y otros cultivos. La iglesia está adornada interiormente con tres pequeñas capillas laterales. En la sacristía hay cuatro cálices, cuatro candelabros, un copón y lámpara de sagrario, un incensario, una custodia y una concha bautismal, todo de plata, vestiduras de toda especie y color con otros adornos suficientes para el altar y los servicios divinos. La casa del Padre Misionero está al lado de la iglesia, pero en el reciente año de 1770 fueron destruidas algunas de las salas y oficinas al lado de la casa del Misionero. Hay una huerta con abundantes granados, membrillos, duraznos, y por falta de cultivo se perdió una buena vid. Según el Libro del Censo. 